# 堅摩
堅摩（英語：Kennedy Town & Mount Davis，代號A07）曾是香港中西區區議會下轄的選區，1982年設立，1994年定為單議席選區，議席自2021年起懸空至2023年取消，懸空前的區議員為公民黨成員黃健菁。

## 範圍
選區位於堅尼地城，現時選區由士美非路、卑路乍街、爹核士街、科士街以西範圍組成，包括堅尼地城、摩星嶺及無人島大小青洲。區內主要屋苑有香港電車堅尼地城總站周邊的加多近山、嘉富大廈、嘉安大廈、高逸華軒、西環邨、泓都、域多利道沿線的加惠臺、百年大樓等，與其相鄰的選區有西環、大學、觀龍，以及南區的薄扶林選區，投票站設於百年大樓內的香港基督教女青年會西環綜合社會服務處。

## 沿革
1982年區議會選舉本區連同寶翠園、觀龍樓一帶劃為堅尼地城及摩星嶺的單議席選區，由周演森以3,431票多於1,877票的楊銳坤當選。1985年區議會選舉因應人口過多而劃出寶翠園一帶為堅尼地城東選區，定為堅尼地城西及摩星嶺的雙議席選區至1991年，每次都由不同人士當選。
1985年區議會選舉，本區吸引到三人參選，結果由港人協會高漢釗及無黨派周演森當選。1988年區議會選舉，本區繼續吸引到三人參選，結果由無黨派陳特楚及無黨派王瑞黎打敗勵進會周演森當選。1991年區議會選舉，無黨派陳特楚及工聯會葉國謙打敗港同盟王瑞黎當選。選後的1992年葉國謙與其他親中人士創立民主建港聯盟，成為該黨元老之一。
1993年港督彭定康推行政改方案，取消區議會委任議席及雙議席選區制度，全面實行單議席單票制，並改由選區分界及選舉事務委員會制定，選區數目隨人口改變而大幅增加，劃出觀龍及西環兩個選區後，改為單議席選區，形成現有模樣，中文名稱簡化為堅摩（英文名字只刪除代表西方的West一字）。
1994年區議會選舉，陳特楚於西環選區參選，而葉國謙則從觀龍出選，本區由民建聯派出楊位款對上港同盟匯點支持的黃景康，結果楊氏以1,113票打敗黃氏的1,054票。1999年區議會選舉，民建聯楊位款對上民主黨的陳國樑，結果楊氏以1,217票打敗陳氏的1,079票。
2003年區議會選舉，莊榮輝以中西區民主力量名義參選，挑戰爭取連任的楊位款，結果楊以1,241票多於1,234票而連任。2007年區議會選舉，楊位款退休，交由黨友陳學鋒參選，而莊榮輝則以民主黨名義再戰，結果陳學鋒以接近過半票勝過莊榮輝及另一位候選人，惟楊位款於2011年被委任為南區區議員。
2011年區議會選舉，民主黨改派伍凱欣挑戰民建聯陳學鋒，結果伍氏以二百多票差距落敗。
2015年區議會選舉，民建聯陳學鋒爭取連任，而青年新政派出周世傑配合觀龍選區梁頌恆聯合參選，而民主黨則派出冼卓嵐參選，由於冼被指因參選機會而離開由高登討論區發起的區議會計劃，引起網民反感，使本區成為網上話題，結果陳學鋒以未過半的1,859票當選，冼得1,072票，周得838票，被視為非建制派未能協調使建制當選的例子。
2019年區議會選舉，基於冼卓嵐轉往馬鞍山耀安邨服務，本區形成白區，吸引到黃健菁在反修例運動後參選，但在提名截止前未獲確認，林雪迎以Plan B狀態參選，並在黃提名通過後停止競選，最終黃健菁以近六成選票當選，打破建制派的壟斷。黃於2020年4月宣佈加入公民黨，成為該黨自2011年陳淑莊卸任後的首位中西區區議員。2021年5月21日，黃健菁稱身體欠佳辭任區議員，表示自上任後身體狀況一直欠佳，未能在正常健康狀態，上年12月醫生更建議必須暫停工作，多加休息才可真正康復，她指身體狀況未見好轉，亦不能再拖，所以辭任區議員職務，又指辦事處將6月1日起關閉，同日起不再參與政治或地區活動。而陳學鋒在2021年立法會選舉於本選區所在的香港島西選區參選，並以36,628票當選，繼續於本區活躍。
議席藉此一直懸空至2023年選舉改革被撤銷，與西環、寶翠、石塘咀、西營盤、正街及水街選區合併成西區選區。

## 歷屆議員
| 屆別                  | 議員     | 政治聯繫 | 政治聯繫        | 議員                                     | 政治聯繫                                 | 政治聯繫                                 |
| --------------------- | -------- | -------- | --------------- | ---------------------------------------- | ---------------------------------------- | ---------------------------------------- |
| 1982年－1985年        | 周演森   |          | 無黨籍          | 定為單議席選區                           | 定為單議席選區                           | 定為單議席選區                           |
| 1985年－1988年        | 周演森   | 高漢釗   | 無黨籍          |                                          | 港人協會                                 |                                          |
| 1988年－1991年        | 陳特楚   | 王瑞黎   | 無黨籍          |                                          | 無黨籍                                   |                                          |
| 1991年－1994年        | 陳特楚   | 葉國謙   | 無黨籍          |                                          | 民建聯                                   |                                          |
| 1994年－1999年        | 楊位款   |          | 民建聯          | 分拆出西環、 觀龍選區後， 定為單議席選區 | 分拆出西環、 觀龍選區後， 定為單議席選區 | 分拆出西環、 觀龍選區後， 定為單議席選區 |
| 2000年－2003年        | 楊位款   |          | 民建聯          | 分拆出西環、 觀龍選區後， 定為單議席選區 | 分拆出西環、 觀龍選區後， 定為單議席選區 | 分拆出西環、 觀龍選區後， 定為單議席選區 |
| 2004年－2007年        | 楊位款   |          | 民建聯          | 分拆出西環、 觀龍選區後， 定為單議席選區 | 分拆出西環、 觀龍選區後， 定為單議席選區 | 分拆出西環、 觀龍選區後， 定為單議席選區 |
| 2008年－2011年        | 陳學鋒   |          | 民建聯          | 分拆出西環、 觀龍選區後， 定為單議席選區 | 分拆出西環、 觀龍選區後， 定為單議席選區 | 分拆出西環、 觀龍選區後， 定為單議席選區 |
| 2012年－2015年        | 陳學鋒   |          | 民建聯          | 分拆出西環、 觀龍選區後， 定為單議席選區 | 分拆出西環、 觀龍選區後， 定為單議席選區 | 分拆出西環、 觀龍選區後， 定為單議席選區 |
| 2016年－2019年        | 陳學鋒   |          | 民建聯          | 分拆出西環、 觀龍選區後， 定為單議席選區 | 分拆出西環、 觀龍選區後， 定為單議席選區 | 分拆出西環、 觀龍選區後， 定為單議席選區 |
| 2020年－2021年5月31日 | 黃健菁   |          | 無黨籍 → 公民黨 | 分拆出西環、 觀龍選區後， 定為單議席選區 | 分拆出西環、 觀龍選區後， 定為單議席選區 | 分拆出西環、 觀龍選區後， 定為單議席選區 |
| 2021年6月1日－2023年  | 議席懸空 | 議席懸空 | 議席懸空        | 分拆出西環、 觀龍選區後， 定為單議席選區 | 分拆出西環、 觀龍選區後， 定為單議席選區 | 分拆出西環、 觀龍選區後， 定為單議席選區 |

## 歷屆選舉結果
| 政党   | 政党   | 候选人    | 票数  | %     | ±      |
| ------ | ------ | --------- | ----- | ----- | ------ |
|        | 獨立   | 1. 黃健菁 | 3,312 | 59.45 | 不適用 |
|        | 獨立   | 2. 林雪迎 | 53    | 0.95  | 不適用 |
|        | 民建聯 | 3. 陳學鋒 | 2,206 | 39.60 | ▼9.72  |
| 多数票 | 多数票 | 多数票    | 1,106 | 19.85 | -1.03  |

| 政党   | 政党     | 候选人    | 票数  | %     | ±      |
| ------ | -------- | --------- | ----- | ----- | ------ |
|        | 民主黨   | 1. 冼卓嵐 | 1,072 | 28.44 | -17.59 |
|        | 青年新政 | 2. 周世傑 | 838   | 22.23 | 不適用 |
|        | 民建聯   | 3. 陳學鋒 | 1,859 | 49.32 | ▼4.65‬  |
| 多数票 | 多数票   | 多数票    | 787   | 20.88 | +12.95 |

| 政党   | 政党   | 候选人    | 票数  | %     | ±     |
| ------ | ------ | --------- | ----- | ----- | ----- |
|        | 民建聯 | 1. 陳學鋒 | 1,721 | 53.97 | ▲4.92‬ |
|        | 民主黨 | 2. 伍凱欣 | 1,468 | 46.03 | +2.10 |
| 多数票 | 多数票 | 多数票    | 253   | 7.93  | +2.81 |

| 政党   | 政党   | 候选人    | 票数  | %     | ±      |
| ------ | ------ | --------- | ----- | ----- | ------ |
|        | 無黨派 | 1. 關建基 | 203   | 7.03  | 不適用 |
|        | 民主黨 | 2. 莊榮輝 | 1,269 | 43.93 | -5.93  |
|        | 民建聯 | 3. 陳學鋒 | 1,417 | 49.05 | -1.09  |
| 多数票 | 多数票 | 多数票    | 148   | 5.12  | +4.84  |

| 政党   | 政党   | 候选人    | 票数  | %     | ±     |
| ------ | ------ | --------- | ----- | ----- | ----- |
|        | 民建聯 | 1. 楊位款 | 1,241 | 50.14 | -1.87 |
|        | 民主黨 | 2. 莊榮輝 | 1,234 | 49.86 | +2.87 |
| 多数票 | 多数票 | 多数票    | 7     | 0.28  | -5.74 |

| 政党   | 政党   | 候选人    | 票数  | %     | ±      |
| ------ | ------ | --------- | ----- | ----- | ------ |
|        | 民主黨 | 1. 陳國樑 | 1,079 | 46.99 | -1.65  |
|        | 民建聯 | 2. 楊位款 | 1,217 | 53.01 | -2.35  |
| 多数票 | 多数票 | 多数票    | 138   | 6.02  | 不適用 |

| 政党   | 政党        | 候选人 | 票数  | %     | ±      |
| ------ | ----------- | ------ | ----- | ----- | ------ |
|        | 民建聯      | 楊位款 | 1,113 | 51.36 | 新選區 |
|        | 港同盟/匯點 | 黃景康 | 1,054 | 48.64 | 新選區 |
| 多数票 | 多数票      | 多数票 | 59    | 2.72  | 新選區 |

| 政党   | 政党   | 候选人 | 票数  | %     | ±      |
| ------ | ------ | ------ | ----- | ----- | ------ |
|        | 無黨派 | 陳特楚 | 3,409 | 37.24 | +1.23  |
|        | 工聯會 | 葉國謙 | 2,942 | 32.14 | 不適用 |
|        | 港同盟 | 王瑞黎 | 2,804 | 30.63 | -5.24  |
| 多数票 | 多数票 | 多数票 | 138   | 1.51  | -6.25  |

| 政党   | 政党   | 候选人 | 票数  | %     | ±      |
| ------ | ------ | ------ | ----- | ----- | ------ |
|        | 無黨派 | 陳特楚 | 2,324 | 36.01 | 不適用 |
|        | 無黨派 | 王瑞黎 | 2,315 | 35.87 | 不適用 |
|        | 勵進會 | 周演森 | 1,814 | 28.11 | -5.97  |
| 多数票 | 多数票 | 多数票 | 501   | 7.76  | -19.15 |

| 政党   | 政党     | 候选人 | 票数  | %     | ±      |
| ------ | -------- | ------ | ----- | ----- | ------ |
|        | 港人協會 | 高漢釗 | 4,194 | 58.75 | 不適用 |
|        | 無黨派   | 周演森 | 2,433 | 34.08 | -30.56 |
|        | 無黨派   | 何志鴻 | 512   | 7.17  | 不適用 |
| 多数票 | 多数票   | 多数票 | 1,921 | 26.91 | -2.37  |

| 政党   | 政党   | 候选人 | 票数  | %     | ±      |
| ------ | ------ | ------ | ----- | ----- | ------ |
|        | 無黨派 | 周演森 | 3,431 | 64.64 | 新選區 |
|        | 無黨派 | 楊銳坤 | 1,877 | 35.36 | 新選區 |
| 多数票 | 多数票 | 多数票 | 1,554 | 29.28 | 新選區 |